# Roman Amoyan
Roman Amoyan (in armeno Ռոման Ամոյան?; Erevan, 3 settembre 1983) è un lottatore armeno, specializzato nella lotta greco-romana.

## Palmarès

### Olimpiadi
- 1 medaglia:
  - 1 bronzo (Pechino 2008 nei 55 kg)

### Mondiali
- 3 medaglie:
  - 1 argento (Herning 2009 nei 55 kg)
  - 2 bronzi (Mosca 2010 nei 55 kg; Budapest 2013 nei 55 kg)

### Europei
- 6 medaglie:
  - 2 ori (Mosca 2006 nei 55 kg; Dortmund 2011 nei 55 kg)
  - 4 argenti (Belgrado 2003 nei 55 kg; Varna 2005 nei 55 kg; Tampere 2008 nei 55 kg; Riga 2016 nei 59 kg)

### Coppa del Mondo
- 1 medaglia:
  - 1 oro (Erevan 2010 nei 55 kg)